# Pseudolycoriella bruckii
Pseudolycoriella bruckii är en tvåvingeart som först beskrevs av Johannes Winnertz 1867.  Pseudolycoriella bruckii ingår i släktet Pseudolycoriella och familjen sorgmyggor.
Artens utbredningsområde är Italien. Inga underarter finns listade i Catalogue of Life.